# Ḩasanjūn
Ḩasanjūn (persiska: حسنجون, طنجون) är en ort i Iran.   Den ligger i provinsen Alborz, i den norra delen av landet, 80 km nordväst om huvudstaden Teheran. Ḩasanjūn ligger 1 917 meter över havet och antalet invånare är 741.
Terrängen runt Ḩasanjūn är kuperad åt sydväst, men åt nordost är den bergig.Runt Ḩasanjūn är det ganska tätbefolkat, med 86 invånare per kvadratkilometer. Närmaste större samhälle är Kalīnak, 3,6 km söder om Ḩasanjūn. Trakten runt Ḩasanjūn består i huvudsak av gräsmarker.